# Diofantska enačba
Diofántske enáčbe so v matematiki enačbe oblike f = 0, kjer je f polinom s celoštevilskimi koeficienti ene ali več spremenljivk, ki zavzamejo celoštevilske vrednosti. Imenujejo se po Diofantu, ki je raziskoval enačbe s spremenljivkami z racionalnimi vrednostmi. Zgledi diofantskih enačb so:
| {\displaystyle ax+by=1\,} | linearna diofantska enačba (Glej Bézoutova enakost). |
| {\displaystyle x^{n}+y^{n}=z^{n}\,}                                                                                            | Za n = 2 obstaja več rešitev (x,y,z), pitagorejske trojice. Za večje vrednosti n, Fermatov veliki izrek trdi, da ne obstajajo pozitivne celoštevilske rešitve x, y, z zgornje enačbe. |
| {\displaystyle x^{2}-ny^{2}=\pm 1\,}                                                                                           | Pellova enačba, imenovana pomotoma po Johnu Pellu. Raziskovala sta jo Brahmagupta in de Fermat.                                                                                       |
| {\displaystyle x^{2}+y^{2}+z^{2}=3xyz\,}                                                                                       | kvadratna enačba Markova |
| {\displaystyle x^{2}+y^{2}+z^{2}=t^{2}\!\,}                                                                                    | pitagorejske četvorke. |
| {\displaystyle \sum _{i=0}^{n}{a_{i}x^{i}y^{n-i}}=c}, {\displaystyle n\geq 3}, {\displaystyle c\neq 0}                         | Thueve enačbe in so v splošnem rešljive. |
| {\displaystyle x^{a}-y^{b}=1\!\,}                                                                                              | diofantska enačba Tijdemanovega izreka in Catalanove domneve. |
| {\displaystyle x^{m}+y^{n}=z^{k}\!\,}                                                                                          | diofantska enačba Fermat-Catalanove domneve. |
| {\displaystyle x^{4}+y^{4}+z^{4}+t^{4}=(x+y+z+t)^{4}\!\,}                                                                      | Eulerjeva enačba četrte stopnje. |
| {\displaystyle {\frac {4}{n}}={\frac {1}{x}}+{\frac {1}{y}}+{\frac {1}{z}}\!\,}, oziroma v polinomski obliki 4xyz=n(xy+xz+yz). | Erdős-Strausova domneva pravi, da za vsak celi n ≥ 2 obstaja rešitev, kjer so x, y in z vsi pozitivna cela števila.                                                                   |

#### Linearne diofantske enačbe
Linearna diofantska enačba ene spremenljivke ima obliko:
{\displaystyle ax=c\!\,,}
kjer st a in c dani celi števili. Enačba je rešljiva, če in samo če je c mnogokratnik a, c/a pa je edina rešitev.
Zgled:
{\displaystyle 3x=42\!\,.}
Rešitev je:
{\displaystyle x={\frac {42}{3}}=14\!\,.}
Najpreprostejša linearna diofantska enačba dveh spremenljivk ima obliko:
{\displaystyle ax+by=c\!\,.}
Če je c največji skupni delitelj števil a in b, potem je to Bézoutova enakost. To pomeni, da ima enačba neskončno mnogo rešitev. Te se lahko najdejo z razširjenim Evklidovim algoritmom. Enačba ima neskončno mnogo rešitev tudi, če je c mnogokratnik največjega skupnega deljitelja števil a in b. Če c ni mnogokratnik največjega skupnega delitelja števil a in b, potem linearna diofantska enačba nima rešitev. Če je (x, y) osnovna rešitev, imajo druge rešitve obliko (x − vk, y + uk), kjer je k poljubno celo število, u in v pa sta količnika a in b z največjim skupnim deliteljem a in b.
Zgled:
{\displaystyle 12x+42y=30\!\,.}
Največji skupni delitelj števil 12 in 42 je {\displaystyle \operatorname {D} (12,42)=6\,} in 30 je njegov mnogokratnik. u = 12/6 = 2, v = 42/6 = 7, osnovna rešitev pa je (x, y) = (−1, 1). Druge rešitve so (−1 − 7k, 1 + 2k):
{\displaystyle (-8,3),(-15,5),(-22,7),(-29,9),(-36,11),\cdots ,\quad k>0\!\,}
{\displaystyle (6,-1),(13,-3),(20,-5),(27,-7),(34,-9),(41,-11),\cdots ,\quad k<0\!\,.}